# Борис Бояджиев
Борис Димитров Бояджиев е български лекар, офицер, санитарен генерал-майор.

## Биография
Роден е на 3 януари 1876 в Меджидия или 31 декември 1875 в Шумен. Между 1896 и 1901 г. учи медицина в Тулуза. От 1901 до 1902 г. е околийски лекар в Попово. През 1902 г. постъпва на редовна военна служба. Между 1903 и 1904 г. е градски лекар в Шумен. От 1904 до 1907 г. е младши ординатор в четвърта дивизионна болница. В периода 1914 – 1918 е старши лекар в седми пехотен преславски полк, четвърта дивизионна болница и тридесет и първи пехотен варненски полк. След войната е старши лекар в седми пехотен полк, пети артилерийски полк, десети конен полк и седма пехотна дружина (1919 – 1930). От 1 юли 1930 до 30 юли 1934 г. е на работа в Шуменската първостепенна дивизионна болница. Между 31 юли 1934 и 31 юли 1935 г. е в щаба на четвърти пехотен полк. Излиза в запас на 22 юли 1935 г. Награждаван е с Орден „За военна заслуга“ 3 степен и Орден „За заслуга“.

## Военни звания
- Санитарен Подпоручик (6 април 1904)
- Санитарен Поручик (18 май 1906)
- Санитарен Капитан (22 септември 1909)
- Санитарен Майор (14 февруари 1914)
- Санитарен Подполковник (20 юли 1917)
- Санитарен Полковник ?
- Санитарен Генерал-майор (22 юли 1935)